# 埃爾米拉 (堪薩斯州)
埃爾米拉（英語：Elmira）是位於美國堪薩斯州米切爾縣的一個鬼鎮。

## 歷史
埃爾米拉的郵政局於1872年設立，直到1895年結束營運。

## 地理
埃爾米拉所處的海拔為高於海平面440米（即1440英呎），而該地所採用的時區為UTC-6，即北美中部時區（CST）。同時該地設有夏令時間，為UTC-6調快一小時，即UTC-5（CDT）。